# Floral City
Floral City es un lugar designado por el censo (en inglés, census-designated place, CDP) situado en el condado de Citrus, Florida, Estados Unidos. Según el censo de 2020, tiene una población de 5261 habitantes.

## Geografía
La localidad está ubicada en las coordenadas 28°42′24″N 82°18′24″O / 28.70667, -82.30667. Según la Oficina del Censo, tiene una superficie total de 64.77 km², de los cuales 60.38 km² corresponden a tierra firme y 4.39 km² están cubiertos de agua.

## Demografía
Según el censo de 2020, hay 5261 personas residiendo en la localidad. La densidad de población es de 87.13 hab./km². El 90.91% de los habitantes son blancos, el 1.06% son afroamericanos, el 0.27% son amerindios, el 0.36% son asiáticos, el 0.10% son isleños del Pacífico, el 0.99% son de otras razas y el 6.31% son de una mezcla de razas. Del total de la población, el 5.06% son hispanos o latinos de cualquier raza.